# Романа Панић
Романа Панић (Бања Лука, 9. април 1975) српска је певачица.

## Живот
Име је добила по песми Романа Ђорђа Марјановића, коју је њена мајка волела. Први јавни наступ имала је са дванаест година, у Јајцу, на фестивалу Септембарске вечери. Освојила је награду за најбољег младог дебитанта. Године 1993. почела је да пева у клубовима, снима радио џинглове, а постала је и заштитно лице фирме General Company. Следеће године добија сталан посао на радију Студио А, где је радила као водитељ, спикер и тон мајстор. Три године касније снима песму Жена, а 1999. сели се у Србију и снима први албум, чији је продуцент био Жељко Јоксимовић. Године 2001. издала је други албум, а у међувремену је учествовала на будванском фестивалу, са песмама Самоодбрана и Чек без покрића. Године 2002. и 2004. пева песме Кад ми горе образи и Никад и заувијек на Сунчаним скалама. Са песмом Никад и заувијек победила је на фестивалу и тако убрзала снимање трећег албума, названог Не, који је изашао у продају 2005. Годину дана касније такмичи се на Беовизији и издаје сингл Кап по кап. Један од њених највећих хитова била је песма Још те коштам из 2006., за коју је снимљен спот у Атини.

## Албуми

### Студијски албуми
- Лажем (1999)
- Венера (2001)
- Не! (2004)
- Крећем (2011)

### Мини албуми
- Љуби ми се (2009)

### Компилацијски албуми
- Best Of Romana - Old & New  (2006)
- Драги (2009)

## Синглови
- То није моја прича (1999)
- Права жена (1999)
- Самоодбрана (2000)
- Ти ипак својој дјеци (2001) песма коју је урадио Фибус (текстописац)
- Љубоморна (2001) сарадња са Бакијем Б3
- Венера (2001)
- Овјерен (2003)
- Метар од мене (2004)
- Још те коштам (2007)
- Одлазим кришом (2008)
- Дуга (2011)
- Моја љубави (2012)
- Данас трезна сутра пијана (2013)
- Баила баила (2015)
- Боље је овако (2016) дует са Дејан Матић (музичар)
- Мед и млеко (2017)

## Фестивали
Видовдански фестивал, Бања Лука:
- Жена, победничка песма, '97

Ваш шлагер сезоне, Сарајево:
- Сузе за крај (дует са Андрејем Пуцаревићем), '99

Пјесма Медитерана, Будва:
- Самоодбрана, 2000
- Чек без покрића, 2001
- Овјерен, 2003

Славянский базар, Белорусија:
- Романа, четврто место, 2000

Зрењанин:
- Ах, шта  причаш, 2001

Сунчане скале, Херцег Нови:
- Кад' ми горе образи, 2002
- Никад' и заувијек, победничка песма, 2004

Беовизија:
- Кап по кап, 2006

Радијски фестивал, Србија:
- Одлазим кришом, 2008

Гранд фестивал:
- Приђи, приђи (дует са Жељком Шашићем), 2008

Pink music fest:
- Титула, 2014